# 윤서연 (2011년)
윤서연(2011년 3월 13일 ~ )은 대한민국의 배우, 모델이다. ( 현 13살 )

## 출연

### 방송

#### 드라마
- 2019년 JTBC 《으라차차 와이키키 2》
- 2019년 TV조선 《레버리지: 사기조작단》
- 2020년 TvN 《화양연화 - 삶이 꽃이 되는 순간》 - 유빈 역
- 2020년 TvN 《오 마이 베이비》 - 어린 장하리 역 (장나라 아역)
- 2020년 TvN 《여신강림》
- 2021년 TvN 《빈센조》 - 정수민 역
- 2021년 SBS 《원 더 우먼》 - 어린 조연주 / 강미나 역 (이하늬, 김도연 아역)
- 2021년 KBS 2TV 《신사와 아가씨》 - 어린 강미림 역 (김이경 아역)
- 2021년 KBS 2TV 《연모》 - 명나라 황제의 어린 후궁 역
- 2021년 MBC 《옷소매 붉은 끝동》 - 서은비 역
- 2021년 JTBC 《공작도시》
- 2021년 KBS 1TV 《태종 이방원》
- 2022년 ENA 《구필수는 없다》
- 2022년 TvN 《아다마스》-어린 혜수 역(서지혜 아역)
- 2022년 SBS 《오늘의 웹툰》 - 어린 온마음 역 (김세정 아역)
- 2023년 MBC 《조선 변호사》 - 어린 강은수 역 (한소은 아역)
- 2023년 ENA 《행복배틀》-초등 장미호 역(이엘 아역)
- 2023년 MBC 《세번째결혼》-초등 다정 역(오승아 아역)
- 2024년 KBS 《함부로 대해줘》-어린 이복 역(조인 아역)
- 2024년 MBC 《지금거신전화는》-어린 인아 역(한재이 아역)

#### 교양
- 2021년 MBC 《누가 누굴 인터뷰》 - 출연자 (2021.03.05~2021.03.17)

=== 영화
- 2021년 《동백》 - 혜지 역
- 2022년 《인생은 아름다워》 - 성가대 아이들 역
- 2023년 《드라이브》-어린 유나 역(박주현 아역)

### 광고
- 2017년 올키즈
- 2018년 올키즈
- 2018년 영실업 시크릿 쥬쥬 반지로 짠! 멜로디 웨딩침실
- 2018년 영실업 시크릿 쥬쥬 꼬불 꼬불 ~ 파마하는 가방헤어샵!
- 2018년 미래엔 컬쳐그룹 미래엔 탐깨비
- 2019년 영실업 시크릿 쥬쥬 시크릿 크라운 로드
- 2019년 포스코건설 / 태영건설 사송 더샵 · 데시앙
- 2019년 데이비드 토이 크레욜라 메스프리 인포모셜
- 2019년 영실업 시크릿 쥬쥬 시크릿 크라운 로드 + 별의 여신은 바로 너야 이벤트
- 2019년 영실업 시크릿 쥬쥬 시크릿 크라운 로드 + 시크릿 소환패드 + 시크릿 메이크업 박스 + 코디자판기가 있는 공주옷장
- 2019년 대한항공
- 2019년 영실업 시크릿 쥬쥬 시크릿 크리스탈 별자리 시계
- 2019년 영실업 시크릿 쥬쥬 만들어 붙이는 3D 보석 네일아트
- 2019년 세이브 더 칠드런 아이가 행복한 유튜브 만들기
- 2019년 영실업 시크릿 쥬쥬 시크릿 에메랄드 기타 + 터치 터치 시크릿 노트북 + 시크릿 크리스탈 별자리 시계 + 3D 보석 네일아트
- 2019년 비알코리아 던킨 도너츠
- 2019년 아이스크림 에듀 아이스크림 홈런 - 학습습관 편
- 2020년 롯데백화점 AI 스피커
- 2020년 서울특별시 상수도사업본부 아리수
- 2020년 청우식품 젤리코 쥬라기 공룡
- 2021년 한국앤컴퍼니 한국타이어
- 2021년 빙그레 투게더 - 임시 정부 수립일 편
- 2021년 미래엔 컬쳐그룹 미래엔 - 교육의 미래를 준비합니다 편
- 2022년 삼성전자 삼성 비스포크 의류케어